# Ansfelden
Ansfelden è un comune austriaco di 16 035 abitanti nel distretto di Linz-Land, in Alta Austria; ha lo status di città (Stadt).
È noto soprattutto come luogo di nascita del compositore Anton Bruckner.